# SEJF
SEJF (czyli Subiektywny Ekspres Jacka Fedorowicza) – program rozrywkowy prowadzony przez Jacka Fedorowicza. Był prowadzony w podobny sposób, co jego poprzednik Dziennik Telewizyjny. Rozpoczęcie emisji programu nastąpiło we wrześniu 2005 roku. Emisję programu zakończono w lutym 2006 po odejściu Jacka Fedorowicza z Telewizji Polskiej.